# Number 1 Record
Albums de Big Star
Radio City
(1974)
#1 Record est le premier album de Big Star, sorti en 1972.

## L'album
438e des 500 plus grands albums de tous les temps selon Rolling Stone, 396e des 500 plus grandes chansons de tous les temps selon Rolling Stone pour la chanson Thirteen, l'album fait partie des 1001 albums qu'il faut avoir écoutés dans sa vie.

### Titres
Tous les titres sont de Chris Bell et Alex Chilton, sauf mentions.

#### Face A
1. Feel (3:34)
2. The Ballad of El Goodo (4:21)
3. In the Street (2:55)
4. Thirteen (2:34)
5. Don't Lie to Me (3:07)
6. The India Song (Andy Hummel) (2:20)

#### Face B
1. When My Baby's Beside Me (3:22)
2. My Life Is Right (3:07)
3. Give Me Another Chance (3:26)
4. Try Again (3:31)
5. Watch the Sunrise (3:45)
6. ST 100/6 (1:01)

### Musiciens
- Chris Bell : guitare, voix
- Alex Chilton : guitare, voix
- Andy Hummel : basse
- Jody Stephens : batterie
- Terry Manning : piano électrique